# Reprezentacja Bośni i Hercegowiny w koszykówce kobiet
Reprezentacja Bośni i Hercegowiny w koszykówce kobiet – drużyna, która reprezentuje Bośnię i Hercegowinę w koszykówce kobiet. Za jej funkcjonowanie odpowiedzialny jest Związek Koszykówki Bośni i Hercegowiny.